# Gilman (Minnesota)
Gilman – miasto w Stanach Zjednoczonych, w stanie Minnesota, w hrabstwie Benton.